# Tetracanthella mansurica
Tetracanthella mansurica är en urinsektsart som beskrevs av Kutyreva 1980. Tetracanthella mansurica ingår i släktet Tetracanthella och familjen Isotomidae. Inga underarter finns listade i Catalogue of Life.